# Romulea papyracea
Romulea papyracea är en irisväxtart som beskrevs av Wolley-dod. Romulea papyracea ingår i släktet Romulea och familjen irisväxter. Inga underarter finns listade i Catalogue of Life.